# 71 Fragmente einer Chronologie des Zufalls
71 Fragmente einer Chronologie des Zufalls is een Oostenrijks-Duitse dramafilm uit 1994 onder regie van Michael Haneke.

## Verhaal
Een student legt een kruis met een tangram. Een kinderloos stel adopteert een zwijgzaam weeskind. Een vader is bezorgd over de temperatuurverhoging van zijn kind. Een oudere man wil aandacht van zijn dochter. Door een reeks toevalligheden, komen deze mensen bij elkaar in een bank.

## Rolverdeling
| Acteur                 | Personage                |
| ---------------------- | ------------------------ |
| Gabriel Cosmin Urdes   | Marian Radu              |
| Lukas Miko             | Max                      |
| Otto Grünmandl         | Tomek                    |
| Anne Bennent           | Inge Brunner             |
| Udo Samel              | Paul Brunner             |
| Branko Samarovski      | Hans                     |
| Claudia Martini        | Maria                    |
| Georg Friedrich        | Bernie                   |
| Alexander Pschill      | Hanno                    |
| Klaus Händl            | Gerhard                  |
| Corina Eder            | Anni                     |
| Dorothee Hartinger     | Kristina                 |
| Patricia Hirschbichler | Sabine Tomek             |
| Barbara Nothegger      | Maatschappelijk werkster |